# Wanuri Kahiu
Wanuri Kahiu est une réalisatrice kényane, née en 1980 à Nairobi.

## Biographie
Wanuri Kahiu naît à Nairobi au Kenya en 1980. En 2001, elle obtient un diplôme Bachelor en sciences de gestion de l'université de Warwick au Royaume-Uni. Elle rejoint ensuite le programme de maîtrise en réalisation de cinéma et télévision de l'université de Californie à Los Angeles. Elle reçoit une distinction en tant que réalisatrice à la Motion Pictures of America Associates Award et le Hollywood Foreign Press Award. 
Elle fait partie d'une nouvelle génération du cinéma africain. Son moyen métrage Pumzi est sélectionné au Festival du film de Sundance (dans l'Utah), l’une des principales manifestations du cinéma indépendant international,.
En 2018, son long-métrage Rafiki est sélectionné au Festival de Cannes, dans la section Un certain regard. C'est le premier film kényan jamais présenté sur la Croisette. Il est inspiré du livre Jambula Tree, écrit par Monica Arac de Nyeko et récompensé par le prix Caine 2007. Le film raconte l'histoire d'amour vécue par deux jeunes femmes. Pour sa réalisatrice, il était urgent de faire ce film compte-tenu du climat anti-LGBT en Afrique de l'Est. Cette œuvre représente pour elle « la beauté et la difficulté de l’amour, des moments précieux pendant lesquels on s’élève au-delà de nos préjugés ». Sa réalisation a nécessité de « bousculer le cynisme profondément ancré dans la société concernant l’homosexualité à la fois auprès des acteurs, de l’équipe, de mes amis et de ma famille ». À la suite d'une interdiction de diffusion au Kénya prise par les autorités du pays, la réalisatrice porte plainte contre le Kenya Film Classification Board, en argumentant à partir du texte de la constitution.

## Filmographie
- 2006 : Ras Star (court métrage)
- My Sister, My Hero[Quand ?] (documentaire)
- 2009 : For Our Land (documentaire)[6]
- 2009 : From a Whisper - cinq récompenses aux African Movie Academy Awards (AMAA)
- 2009 : Pumzi (moyen métrage) diffusé à Sundance 2010[4],[3]
- 2012 : The Spark that Unites (documentaire)
- 2014 : State House (série télévisée)
- 2018 : Who am I ? (moyen métrage documentaire) coréalisé avec Nick Reding
- 2018 : Rafiki, long métrage, présenté au Festival de Cannes 2018[3]
- 2022 : Une vie ou l'autre (Look Both Ways)
- en projet : The Thing About Jellyfish

## Voir Aussi